# Omar Elabdellaoui
Omar Elabdellaoui (* 5. prosince 1991, Oslo, Norsko) je norský fotbalový obránce a reprezentant marockého původu.
Jeho příbuznými jsou norští fotbalisté Mohammed Abdellaoue a Mustafa Abdellaoue.

## Reprezentační kariéra
Elabdellaoui nastupoval v norských mládežnických reprezentacích od kategorie U15 do U21 a figuroval i ve výběru U23.
Zúčastnil se Mistrovství Evropy hráčů do 21 let 2013 v Izraeli, kde Norové postoupili do semifinále, v němž byli vyřazeni Španěly po výsledku 0:3.
V A-mužstvu Norska debutoval 14. 8. 2013 v přátelském utkání v Solně proti týmu Švédska (prohra 2:4).